# 库尔曼区
库尔曼区（烏克蘭語：Курманський район）是乌克兰在克里米亚自治共和国成立的区份，行政中心为库尔曼。
此区成立于2023年9月7日，其区域包括原赤卫军村区（库尔曼区）和原五一村区。但由于乌克兰并未实际控制克里米亚，故事实上此区并未真正运作。

## 聚居地及下属拉达
该区境内共有126个聚居地：3个镇、122个村庄和一个乡村居民点。在行政管理上该区有37个拉达（或称议会）：3个镇拉达和34个村拉達
。